# طوطی آویزان
طوطی‌های آویزان پرندگانی از تیره طوطی‌های سردهٔ Loriculus هستند. این پرندگان گروهی از طوطی‌های کوچک در مناطق گرمسیری جنوب آسیا هستند.
این طوطی‌های کوچک، حدود ۱۳ سانتیمتر (۵٫۱ اینچ) طول، عمدتاً با پرهای سبز و دم کوتاه هستند. اغلب رنگ‌آمیزی سر به شناسایی گونه‌های فردی کمک می‌کند. این طوطی‌ها به دلیل توانایی‌شان در خوابیدن وارونه، در میان پرندگان منحصر به فرد هستند.

## گونه‌ها
در یک مطالعه از سال ۱۹۶۰، محققان ۲۳ نمونه جدید از طوطی‌های آویزان را در جزایر Camiguin واقع در فیلیپین کشف کردند (تلو و همکاران، ۲۰۰۶). علاوه بر این، چندین گونه از طوطی‌های آویزان تاج آبی در سراسر مناطق هند و سیلان (باکلی، ۱۹۶۶) و همچنین ۱۴ گونه پرنده بومی در مناطق دشتی در بریتانیای نو یافت شده است (دیویس و همکاران، ۲۰۱۷).